# Зорич Анастасія Антонівна
Анастасія Антонівна Зорич (нар. 4 січня 1917, м. Одеса — пом. 8 березня 2000, там же) — українська радянська письменниця-прозаїкиня, член Національної спілки письменників України.

## Життєпис
Народилася в сім'ї моряка. Закінчила філологічний факультет Одеського університету (1957), літературний інститут ім. М.Горького (1961). Довгий час працювала в газетах, видавництвах, в радіокомітеті.
З 1936 року працювала журналісткою. З 1983—1990 головний редактор альманаху «Горизонт»(Одеса).
Під час Другої Світової війни деякий час працювала у Військвидаві, брала участь в обороні Москви. Мала урядові нагороди.  З 1954 року була Членом Спілки письменників СРСР. Писала російською мовою. Автор багатьох збірок оповідань, повістей, романів. Щоденне життя працівників  моря займало чільне місце в її творчості, як і  героїка боротьби проти нацизму. Першою її книжкою  був нарис «Боцман  морського судна», який з'явився в 1951 році.
З часом з'явилися п'єси «Роковая ошибка» (1953), «Поїзди проходять мимо»(в співавторстві,1956), повісті  «Заради життя»(1953), з них для дітей — «Ілійка»(1954), «Не стихає прибій»(1958), «Незвичайні пригоди маленького Кікікао» (1969). Пізніше А.Зорич написала «За пеленою туману»(1970), «Жива вода»(1985), збірники оповідань «Сузір'я  Оріона» (1963), «Проснуться птахи»(1969), «Ранкова прогулянка» (1974), романи «Капітан далекого плавання»(1957), «Вірю тобі, Фарид»(1965), «Увійди другом в мій дім»(1969), «Не тільки попутний вітер»(1971), «Зустрічі…Розлуки…»(1972), «І залишається доброта»(1977), «Не поспішайте звинувачувати молодих»(1988), присвячені трудівникам моря, духовній красі людини.  «Червоний мармур» (1978), «Гіркий плід помаранча» (1979), «Як їх назвати?» (1981). А. А. Зорич видала кілька збірок повістей та оповідань. В колективних збірниках опубліковані її повісті: «Маскарад», «Скали на синіх вітрах», «Друзі із синіх глибин», «Тайна золотих актіній». З 1983 року — головний редактор альманаху «Горизонт»(Одеса). Основні теми творчості А.Зорич -  героїка боротьби нашого народу проти нацизму: це повість «Заради життя» (1953), дилогія «Вірю тобі, Фарід»(1965) та «Увійди другом в мій дім»(1969).
За мотивами повісті А.Зорич «За пеленою туману» створено телефільм «Його берег»(Одеська телестудія, 1986).
Померла письменниця 08.03. 2000 року в Одесі.